# Cupa României 1972/73
Der Cupa României in der Saison 1972/73 war das 35. Turnier um den rumänischen Fußballpokal. Sieger wurde Zweitligist Chimia Râmnicu Vâlcea, das sich im Wiederholungsspiel des Finales am 3. Juli 1973 im Duell zweier unterklassiger Klubs gegen Drittligist Constructorul Galați durchsetzen konnte. Dadurch qualifizierte sich Chimia für den Europapokal der Pokalsieger. Titelverteidiger Rapid Bukarest war im Achtelfinale ausgeschieden.

## Modus
Die Klubs der Divizia A stiegen erst in der Runde der letzten 32 Mannschaften ein und mussten zunächst auswärts antreten. Ab dem Achtelfinale wurden alle Spiele – abgesehen vom Finale, das traditionell in Bukarest stattfand – auf neutralem Platz ausgetragen. Es wurde jeweils nur eine Partie ausgetragen. Stand diese nach 90 Minuten unentschieden, folgte eine Verlängerung von 30 Minuten. Falls danach noch immer keine Entscheidung gefallen war, kam die klassentiefere Mannschaft weiter. Spielten beide in der gleichen Liga, wurde die Entscheidung im Elfmeterschießen herbeigeführt. Im Sechzehntelfinale kam im Falle eines Unentschiedens nach Verlängerung die auswärts spielende Mannschaft eine Runde weiter.

## Sechzehntelfinale
| Datum            |                       | Ergebnis             |                       |
| ---------------- | --------------------- | -------------------- | --------------------- |
| 2. Dezember 1972 | Chimia Făgăraș        | 0:7 (0:4)            | Dinamo Bukarest       |
|                  | Constructorul Galați  | 1:0 (0:0)            | Jiul Petroșani        |
|                  | Metalul Oradea        | 1:4 (1:2)            | Universitatea Cluj    |
| 3. Dezember 1972 | Vagonul Arad          | 0:4 (0:1)            | SC Bacău              |
|                  | Metalul Bukarest      | 4:0 (1:0)            | Universitatea Craiova |
|                  | Autobuzul Bukarest    | 3:3 n. V. (2:2, 1:1) | UTA Arad              |
|                  | Progresul Bukarest    | 1:1 n. V. (0:0, 0:0) | Petrolul Ploiești     |
|                  | FC Galați             | 1:0 (1:0)            | CSM Reșița            |
|                  | Minerul Lupeni        | 0:1 (0:0)            | Steaua Bukarest       |
|                  | FC Bihor Oradea       | 0:1 (0:0)            | Sportul Studențesc    |
|                  | CFR Pașcani           | 1:2 (1:0)            | FC Argeș Pitești      |
|                  | Știința Petroșani     | 2:1 (0:1)            | AS Armata Târgu Mureș |
|                  | Ceahlăul Piatra Neamț | 1:1 n. V. (1:1, 1:1) | CFR Cluj              |
|                  | Chimia Râmnicu Vâlcea | 1:0 (1:0)            | Steagul Roșu Brașov   |
|                  | CSM Sibiu             | 1:1 n. V. (1:0, 1:1) | Farul Constanța       |
|                  | Carpați Sinaia        | 0:0 n. V.            | Rapid Bukarest        |

## Achtelfinale
| Datum        |                       | Ergebnis                         |                    | Ort                   |
| ------------ | --------------------- | -------------------------------- | ------------------ | --------------------- |
| 30. Mai 1973 | Universitatea Cluj    | 1:1 n. V. (1:1, 0:1) (4:3 i. E.) | Sportul Studențesc | Brașov                |
|              | FC Argeș Pitești      | 2:1 (0:0)                        | Farul Constanța    | Bukarest              |
|              | Petrolul Ploiești     | 2:1 (2:0)                        | FC Galați          | Buzău                 |
|              | Metalul Bukarest      | 1:1 n. V. (1:1, 0:0)             | UTA Arad           | Drobeta Turnu Severin |
|              | SC Bacău              | 2:1 (1:0)                        | Rapid Bukarest     | Galați                |
|              | Chimia Râmnicu Vâlcea | 1:0 (0:0)                        | CFR Cluj           | Hunedoara             |
|              | Constructorul Galați  | 1:0 (0:0)                        | Dinamo Bukarest    | Ploiești              |
|              | Steaua Bukarest       | 4:1 (3:0)                        | Știința Petroșani  | Sibiu                 |

## Viertelfinale
| Datum         |                       | Ergebnis             |                    | Ort       |
| ------------- | --------------------- | -------------------- | ------------------ | --------- |
| 24. Juni 1973 | Steaua Bukarest       | 1:0 (1:0)            | Universitatea Cluj | Brașov    |
|               | Constructorul Galați  | 1:1 n. V. (1:1, 0:1) | SC Bacău           | Bukarest  |
|               | Metalul Bukarest      | 1:1 n. V. (1:1, 1:0) | Petrolul Ploiești  | Constanța |
|               | Chimia Râmnicu Vâlcea | 2:1 (0:1)            | FC Argeș Pitești   | Ploiești  |

## Halbfinale
| Datum         |                       | Ergebnis                         |                  | Ort      |
| ------------- | --------------------- | -------------------------------- | ---------------- | -------- |
| 27. Juni 1973 | Chimia Râmnicu Vâlcea | 2:2 n. V. (2:2, 0:2) (5:4 i. E.) | Metalul Bukarest | Pitești  |
|               | Constructorul Galați  | 2:2 n. V. (2:2, 1:1)             | Steaua Bukarest  | Ploiești |

## Finale
| Paarung               | Chimia Râmnicu Vâlcea – Constructorul Galați |
| Ergebnis              | 1:1 n. V. (1:1, 1:0) |
| Datum                 | 1. Juli 1973 |
| Stadion               | Stadionul 23 August, Bukarest |
| Zuschauer             | 8.000 |
| Schiedsrichter        | Aurel Bentu (Bukarest) |
| Tore                  | 1:0 Filip Șutru (39.) 1:1 Cernega (65.) |
| Chimia Râmnicu Vâlcea | Ștefan Stana, Gheorghe Burlacu, Teodor Ciobanu, Constantin Pintilie, Nicolae Petrică, Ion Haidu, Ion Ionescu, Filip Șutru (73. Iulian Orovitz), Costică Donose, Gheorghe Gojgaru, Vasile Iordache Cheftrainer: Dumitru Anescu |
| Constructorul Galați  | Șerbănoiu, Petre Botea, Olteanu, Podeț, Petrea, Constantin Ploieșteanu, Cernega, Ghica (77. Stoleru; 104. Cristescu), Ion Ioniță, Manta Cheftrainer: Vasile Luban                                                             |

### Wiederholungsspiel
| Paarung               | Chimia Râmnicu Vâlcea – Constructorul Galați |
| Ergebnis              | 3:0 (1:0) |
| Datum                 | 3. Juli 1973 |
| Stadion               | Stadionul 23 August, Bukarest |
| Schiedsrichter        | Nicolae Petriceanu (Bukarest) |
| Tore                  | 1:0 Vasile Iordache (8.) 2:0 Gheorghe Gojgaru (54.) 3:0 Gheorghe Gojgaru (86.) |
| Chimia Râmnicu Vâlcea | Ștefan Stana, Gheorghe Burlacu, Teodor Ciobanu, Constantin Pintilie, Nicolae Petrică, Ion Haidu, Ion Ionescu, Filip Șutru, Costică Donose, Gheorghe Gojgaru (88. Dumitru Popescu), Vasile Iordache (79. Iulian Orovitz) Cheftrainer: Dumitru Anescu |
| Constructorul Galați  | Șerbănoiu, Petre Botea, Olteanu, Podeț, Petrea (58. Adamache), Constantin Ploieșteanu, Cernega, Ghica (67. Stoleru;), Ion Ioniță, Manta Cheftrainer: Vasile Luban                                                                                   |